# Снігоболотохід Богун
Снігоболотохід «Богун» — український рятувальний автомобіль підвищеної прохідності з колісною формулою 4x4. Його можна використовувати для ліквідації надзвичайних ситуацій та порятунку людей у снігових заметах, на сипучих ґрунтах і водних перешкодах. Активно використовується українськими військовими для рятувальних, логістичних та евакуаційних робіт.

## Опис
Снігоболотохід «Богун» може долати майже будь-які перешкоди, зокрема їхати крутими схилами. Автомобіль не боїться води й може плисти наче човен. Машина високої прохідності, діаметр коліс якої — 160 см. У колесах «Богуна» є спеціальні баки, в кожному з яких — по 50 літрів пального.
Екіпаж складається з п'яти рятувальників і водія. Також є два місця для потерпілих на ношах. Попереду два місця — для водія й пасажира. Позаду — ще чотири місця, а також двоє спеціальних твердих нош з відповідними пристроями для постраждалих, що дають змогу підняти потерпілих для евакуації на гелікоптері, якщо той не зможе приземлитися.
У цієї доволі потужної машини витрата пального становить всього 6 літрів на 100 кілометрів. А завдяки GPS-навігаторові вона може рухатися навіть в умовах фактично нульової видимості.
На автомобілі встановлено потужне освітлення. Всередині — навігаційна система. Є два гідрокостюми для рятувальників, у яких можна витримати температуру до -40 градусів. У цих костюмах можна витягати людей з води, рятувати постраждалих, які провалилися під лід.
Снігоболотохід «Богун» оснащений спеціальним звуковим сигнальним пристроєм, світлодіодними фарами та стробоскопами, відеореєстратором з камерою заднього огляду, монітором і GPS-навігатором, радіостанціями, гідрокостюмами, обігрівачем, бензопилою, мотузками, лебідкою, світлодіодними акумуляторними ліхтарями, аптечкою, каністрами, вогнегасниками, акумулятором, причепом, ношами, інструментами та запчастинами.